# Strajița, Dobrici
Strajița (în bulgară Стражица, în română Suliman-Facâ) este un sat în comuna Balcik, regiunea Dobrici, Dobrogea de Sud, Bulgaria. 
Între anii 1913-1940 a făcut parte din plasa Balcic a județului Caliacra, România. 

## Demografie
Componența etnică a satului Strajița
     Turci (4,45%)
     Nicio identificare (73,56%)
     Bulgari (9,16%)
     Romi (12,82%)
La recensământul din 2011, populația satului Strajița era de 382 locuitori. Nu există o etnie majoritară, locuitorii fiind romi (12,82%), bulgari (9,16%) și turci (4,45%). Pentru 73,56% din locuitori nu este cunoscută apartenența etnică.